# Lady Demon
Lady Demon es un personaje ficticio que aparece en los cómics estadounidenses publicados por la Chaos! Comics. Su primera aparición fue en Lady Death: Between Heaven and Hell #3. Lady Demon es la forma mucho más oscura y evolucionada de Lady Death.

## Biografía ficticia
Cuando Lady Death, cansada de luchar sin cesar, abrazó la oscuridad interior, evolucionó una personalidad demoníaca y nació Lady Demon. Esta encarnación demoníaca expulsó a Purgatori a la Tierra y se convirtió en la consorte de Lucifer. Sin embargo, esto no duró, ya que el espíritu de Marion contactó con Lady Demon y Lady Death volvió a sus sentidos. Al absorber los poderes angelicales de su madre, Lady Demon regresó para luchar contra Lucifer, y finalmente lo arrojó a través de las puertas del Cielo.
Más tarde se revela que Lucifer posee el poder de la creación y Lady Demon, una de sus creaciones, todavía existe, aunque con alma. Ella busca a Lady Death y trata sin éxito de reincorporar su alma. Presentada en su propia miniserie, Lady Demon escapa a la Tierra después de fusionarse con una mujer mortal recientemente fallecida, coopera con la agente Cheryl Montessori y emprende una serie de asesinatos.
Una historia provisional de su tiempo en el infierno como consorte y esclava de Lucifer aparece en Chaos Quarterly #2.
En 2010, Dynamite había comprado los derechos de todos los personajes de Chaos Comics, excepto Lady Death. Esto provocó que Lady Demon fuera su propio personaje. En 2014, Lady Demon tuvo su primera serie de cómics bajo la editorial Dynamite. En esta serie, Lady Demon está huyendo de los sicarios de Lucifer. En otra aparición en la miniserie Red Sonja: Age of Chaos, ella y Mistress Hel luchan entre sí.

## Apariciones en cómics (en orden de aparición)
- Lady Death: Between Heaven and Hell #3
- Chaos Quarterly #1 (página 14)
- Chaos Quarterly n.º 2
- Lady Death: Between Heaven and Hell #4
- Lady Death Monthly #0-4
- Lady Demon #1
- Lady Demon #2
- Lady Demon #3
- Lady Death: The Rapture #1 (página 21)
- Lady Demon #1—4 (diciembre de 2014—abril de 2015)
- Swords of Sorrow #1 (mayo de 2015)
- Red Sonja: Age of Chaos #1—6 (enero—agosto de 2020)
- Lady Hel #1—4 (agosto—diciembre de 2022)